# 이주아 (2006년)
이주아(2006년 7월 12일 ~ )은 대한민국의 여자 배구선수이다. 현재 GS칼텍스 서울 KIXX 소속 아웃사이드 히터로 활약하고 있다.